# Kyle Greaux
Kyle Greaux (* 26. April 1988 in Toco) ist ein Sprinter aus Trinidad und Tobago, der sich auf den 200-Meter-Lauf spezialisiert.

## Sportliche Laufbahn
Erste Erfahrungen bei internationalen Meisterschaften sammelte Kyle Greaux bei den Zentralamerika- und Karibikmeisterschaften 2013 in Morelia, bei denen er den fünften Platz über 200 Meter belegte. Er qualifizierte sich über 200 Meter für die Weltmeisterschaften in Moskau, bei denen er im Vorlauf mit 20,89 s ausschied. 2014 nahm er an den Commonwealth Games im schottischen Glasgow teil und schied dort über 200 Meter mit 20,93 s im Halbfinale aus. Anschließend belegte er bei den Zentralamerika- und Karibikspielen in Xalapa den fünften Platz über 200 Meter. 2015 nahm Greaux an den Panamerikanischen Spielen in Toronto teil und schied dort im Vorlauf über 200 Meter aus. Bei den NACAC-Meisterschaften in San José (Costa Rica) belegte er den fünften Platz über 200 Meter, wie auch mit der 4-mal-100-Meter-Staffel aus Trinidad und Tobago. Er nahm erneut an den Weltmeisterschaften in Peking teil, bei denen er erneut im Vorlauf über 200 Meter mit 20,51 s ausschied.
2016 qualifizierte er sich erstmals für die Olympischen Spiele in Rio de Janeiro, bei denen er über 200 Meter im Vorlauf 20,61 s lief und damit ausschied. 2017 gewann er mit der 4-mal-100-Meter-Staffel das B-Finale bei den World Relays auf den Bahamas und wurde mit der 4-mal-200-Meter-Staffel Vierte. Bei den Weltmeisterschaften in London gelangte er über 200 Meter in das Halbfinale und schied mit der Staffel bereits in der Vorrunde aus. Im April 2018 belegte er in 20,63 s den sechsten Platz über 200 Meter bei den Commonwealth Games im australischen Gold Coast. Anfang August gewann er bei den Zentralamerika- und Karibikspielen in Barranquilla in 20,26 s die Bronzemedaille über 200 m hinter dem Kolumbianer Bernardo Baloyes und Alonso Edward aus Panama. Kurz darauf siegte er in 20,11 s bei den NACAC-Meisterschaften in Toronto und gewann in 38,89 s gemeinsam mit Nathan Farinha, Jonathan Farinha und Jalen Purcell die Bronzemedaille in der 4-mal-100-Meter-Staffel hinter den Teams aus Kanada und Barbados. 2019 schied er bei den Panamerikanischen Spielen in Lima mit 22,71 s im Vorlauf über 200 m aus und gewann mit der Staffel in 38,46 s gemeinsam mit Jerod Elcock, Keston Bledman und Akanni Hislop die Silbermedaille hinter den Brasilianern. Daraufhin erreichte er bei den Weltmeisterschaften in Doha das Finale über 200 m und klassierte sich dort mit 20,39 s auf dem achten Platz. 2021 qualifizierte er sich dann über die Weltrangliste für die Olympischen Spiele in Tokio, schied dort aber mit 20,77 s in der ersten Runde aus.
2022 schied er bei den Commonwealth Games in Birmingham mit 20,91 s im Halbfinale über 200 Meter aus und gewann in 38,70 s die Silbermedaille in der 4-mal-100-Meter-Staffel hinter dem Team aus England. Anschließend kam er bei den NACAC-Meisterschaften in Freeport im Finale nicht ins Ziel und gewann mit der Staffel in 38,94 s gemeinsam mit Jerod Elcock, Eric Harrison Jr. und Asa Guevara die Silbermedaille hinter dem US-amerikanischen Team. Im Jahr darauf belegte er bei den Panamerikanischen Spielen in Santiago de Chile in 21,32 s den sechsten Platz über 200 Meter und gelangte mit der Staffel mit 39,54 s auf Rang vier.
In den Jahren 2015, 2018 und 2023 wurde Greaux trinidadisch-tobagischer Meister über 200 Meter sowie 2015 und 2023 auch in der 4-mal-100-Meter-Staffel. 2013 wurde er zudem Meister mit der 4-mal-400-Meter-Staffel.

## Persönliche Bestzeiten
- 100 Meter: 10,16 s (+1,8 m/s), 24. Juni 2017 in Port of Spain
  - 60 Meter (Halle): 6,87 s, 16. Januar 2015 in New York City
- 200 Meter: 19,97 s (+0,4 m/s), 31. Juli 2018 in Barranquilla
  - 200 Meter (Halle): 21,25 s, 16. Januar 2015 in New York City